# СТС Love
«СТС Love» — молодіжний телеканал. Основний контент телеканалу — серіали каналу СТС («Ранетки», «Кадетство», «Татусеві дочки», «Закрита школа», «Молодіжка»), реаліті-шоу, актуальні для даної аудиторії програми. Планується зйомка серіалів, які вперше будуть показані на цьому телеканалі.
За даними Роскомнадзора, «СТС Love» був зареєстрований як ЗМІ 11 грудня 2013, а мовну ліцензію телеканал отримав 17 січня 2014 року. Телеканал почав тестове мовлення 15 лютого 2014.
За словами гендиректора телеканалу СТС Вячеслава Муругова, проект обєднає аудиторію, відбрунькувалися від СТС.
|  | У завдання холдингу входить максимальне охоплення всіх цільових аудиторій. І якщо неможливо одним каналом підгорнути дві аудиторії, не треба боятися. СТС і СТС Love разом зберуть більше аудиторії, |

Президент «Профмедіа ТВ» Микола Картозія вважає, що у Саркісова є всі шанси зробити новий проект успішним.
|  | Він вже працював з подібною аудиторією на «2х2» і «MTV» і досить талановито, |

На його думку, ніша, в яку планує увійти СТС Love, — перспективна і спонсороемкая. За неї новий канал поб'ється з телеканалом «Ю», позиціонує себе як канал тільки для дівчат. Основна боротьба розгорнеться за рекламодавців. На думку Картозія, телеканал буде цікавий як майданчик брендів одягу, косметики та парфумерії.
19 вересня 2014 року телеканал отримав ліцензії на ефірне мовлення № 25823 (Красноярський край), 25853 (Приморський край) і 25854 (Кемеровська, Пермська, Тюменська області), що дозволило обійти заборону розміщення реклами на платних каналах.

## Логотип

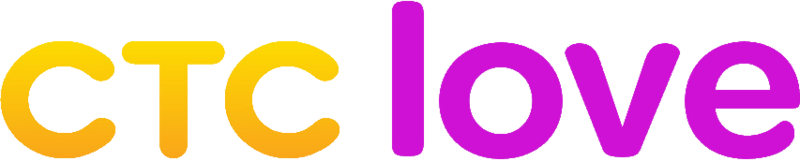

## Сітка мовлення
- Радянські мультфільми (вранці)
- Музика
- # ЛавСтайл
- Один день з MBAND
- Канікули в Мексиці
- Вагітні
- Моє весілля найкраще!
- Російські та зарубіжні серіали

## Міста мовлення

### Ефірне мовлення
- Ачинск, Красноярский край — 5 ТВК[2]
- Уссурийск, Приморский край — 10 ТВК[3]
- Соликамск, Пермский край — 57 ТВК[4]
- Анжеро-Судженск, Кемеровская область — 37 ТВК[4]
- Тобольск, Тюменская область — 35 ТВК[4]